# Castelo de Castellet
O Castelo de Castellet (Castillo de Castellet) é um castelo localizado na região de Alt Penedès, em Espanha. Construído no século X, o castelo foi projetado em estilo românico.